# Amastra pellucida
Amastra pellucida е изчезнал вид коремоного от семейство Amastridae.

## Разпространение
Този охлюв е бил ендемичен за Оаху.